# 蒙宝铁路
蒙宝铁路位于云南省红河哈尼族彝族自治州中部，自蒙自市至石屏县宝秀镇，正线全长143公里，共有车站25个。蒙宝铁路的前身是1936年通车的个碧石铁路蒙自至石屏段，1962年之后碧色寨至蒙自段被拆除，移铺在石屏至宝秀段，自此改称蒙宝铁路。蒙宝铁路的轨距原为寸轨（600毫米窄轨），1970年改建为米轨。原个碧石铁路鸡街至箇舊段称雞箇鐵路，已拆除。蒙宝铁路在雨过铺站通过草官铁路在草坝站与昆河铁路相连。

## 历史

### 个碧石铁路时期

#### 背景

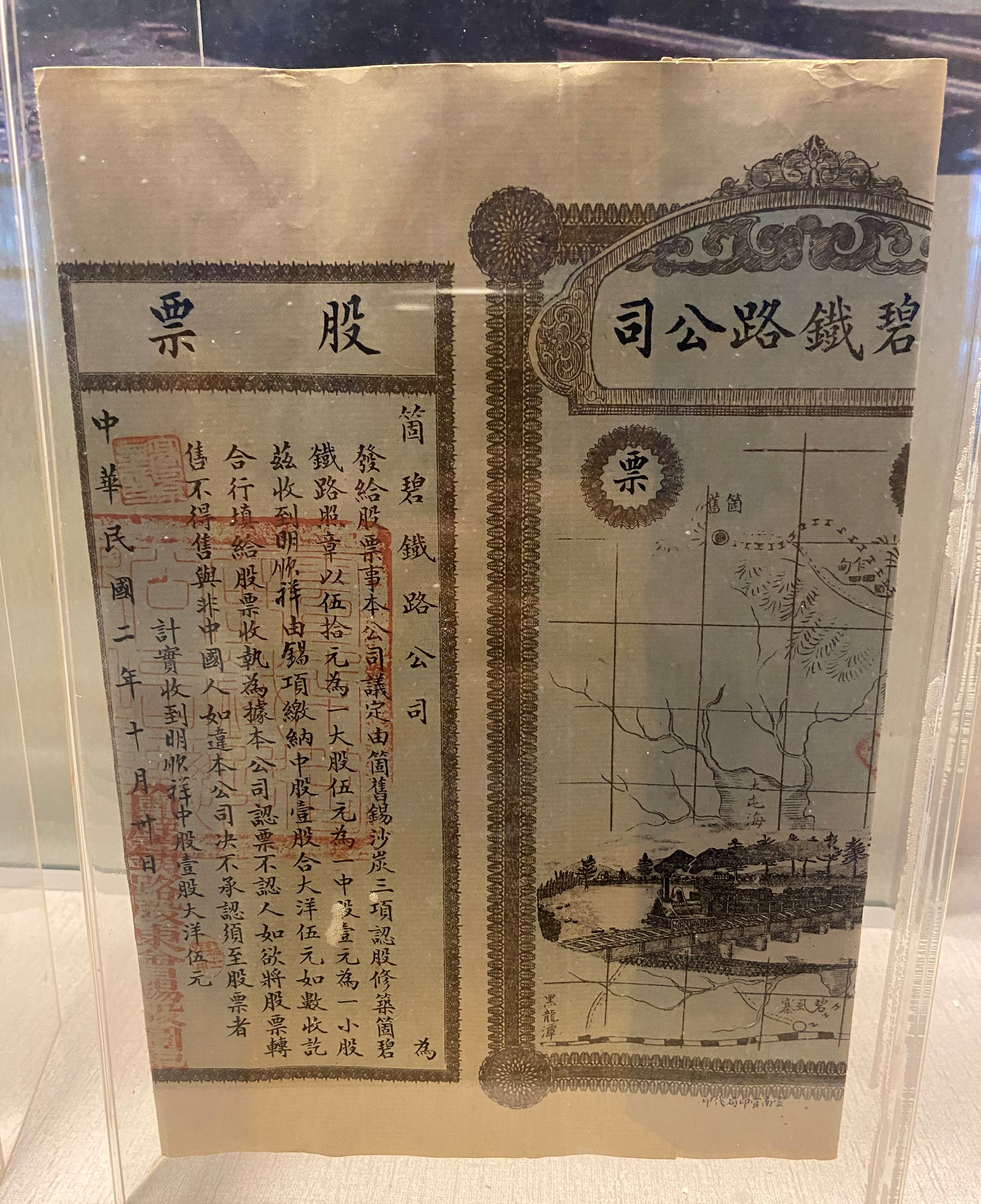
个碧铁路公司股票

越铁路通车后，法国打算在蒙自、个旧间修一铁路，与滇越铁路接轨，方便运输产自个旧的锡矿；另一方面，个旧所需生产、生活物资靠牛、马驮运也难于保证供给。个旧厂商朱卿瑜，李文山遂于宣统二年（1910年）出面召集个旧、蒙自厂商商议筹款修路。民国元年（1912年）2月，呈请云南军都督蔡锷批准，由蒙、个厂商成立个碧铁路股份有限公司修筑个碧铁路（个旧至蒙自碧色寨），由锡、砂、炭销售额中抽收股金，并发行公司股票筹集筑路资金。与此同时，法国政府也向中国政府索取个碧铁路的修筑权。北京政府外交部将法政府的照会转交蔡锷，蔡不允，于民国二年（1913年）2月呈北京政府外交部，指出：
此路利害，路权与矿权相因，既归滇人自修，商款商办，主权在民，滇政府不能主持。
其事遂遂寝。同年，云南军都督府召开个碧铁路股东代表会议，决定由滇蜀铁路公司（1917年退股，改为商办）与个碧铁路公司股东组成官商合办个碧铁路股份有限公司，委时任云南省内务司长陈鹤亭为公司总理，主持修路事宜，并聘请法籍承包商工程师尼复礼士主持勘测设。
1915年5月5日碧色寨站至个旧段筑路工程开工，1918年11月通车至鸡街站，1921年11月9日通车至个旧站。1922年鸡街至建水段年开工，1928年11月通车。1931建水至石屏段开工，1936年10月10日通车。

### 蒙宝铁路时期
1955年收归国有，隶属昆明铁路局。1959年，与昆河铁路接轨的米轨草官支线通车至雨过铺站，米寸轨的换轨运输不再绕经碧色寨站，而是在雨过铺站进行。为开发石屏县龙口冲铁矿，1960年—1962年分段拆除了碧色寨至蒙自的寸轨铁路铺设石屏至宝秀段，1965年8月宝秀段通车。
1967年至1969年，蒙自—鸡街—建水—石屏段实施寸轨改米轨的勘测设计。最小曲线半径100米，有效到发线250米，土制路基宽4.4米，石质路基宽4.0米，钢轨重量38公斤/米，牵引动力KD55型蒸汽机车。寸轨鸡个铁路在鸡街站换装，鸡街站设3对米寸轨换装线，新建寸轨编组场及米、寸轨三角转向线各一处，年换装量30万吨。寸轨机车在鸡街站装上米轨平车送至老蒙自站在蒙自机辆段厂修。蒙自—鸡街上行能力200万吨，下行160万吨；鸡街至建水上行能力90万吨，下行85万吨。
1970年1月，蒙宝铁路改建工程开工。所需归料来自拆除昆明至一平浪旧米轨铁路（该段升级为准轨成昆铁路）100余公里、昆河铁路盘溪—碧色寨大修换下来的旧轨60公里。1970年10月1日全线米轨通车。至1971年5月全线基本完工。扩轨改建共投资1500万元，正线每公里耗资10.5万元。至1977年，全线由使用路签人工闭塞改为半自动闭塞。
2004年，蒙宝铁路逐渐停办客运业务，仅在部分区段开行铁路职工通勤车。2010年2月，因实施恢复异龙湖为珠江水系，重新开通坝心镇新街海河工程，蒙宝铁路建水至石屏段停运。2015年，为发展建水旅游，又把建水东站（临安站）到团山站的建水小火车旅游观光线恢复客运，包括临安、双龙桥、乡会桥、团山4站。
2019年，蒙宝铁路临安—雨过铺段因线路质量问题无法正常运行，建水小火车回送厂修仅能通过大货车运输至可上轨运行区段再上轨回送至开远进行厂修段修。
2020年，为开行石屏旅游小火车蒙宝铁路团山站—石屏站区段线路进行恢复工作，同时计划恢复坝心站。10月1日，团山站—石屏站区间正式开行，设石屏站、仁寿村站、龙井站、坝心站和团山站，全长29.1公里，使用列车名为状元号。2021年5月1日延伸至临安站。

## 现状
截止2022年8月，蒙宝铁路能正常运行的区段仅剩临安站—石屏站区段。每日由建水古城小火车开行临安站—团山站两对，由石屏米轨小火车开行石屏站—临安站一对，石屏站—坝心站两对。

## 未来
目前石屏站—宝秀站区间的10.247km线路正在进行改造，原计划2021年2月竣工，但由于年久失修且沿途村庄众多，预计2023年完工通车。